# 全国元高校球児野球大会
全国元高校球児野球大会（ぜんこく・もとこうこうきゅうじ・やきゅうたいかい）は2023年11月29日から12月1日に兵庫県を中心に行われた、高校野球のOBによる親善試合である。

## 開催を行うきっかけ
大会のスローガンは「あの夏を取り戻せ!」。
2020年、新型コロナウィルスのため、本来8月に開催される予定だった第102回全国高等学校野球選手権大会が中止となった。そこで、本来夏の甲子園に出場する予定だった当時の生徒らに、阪神甲子園球場のグラウンドの土を踏みしめてもらい、2020年の開催中止の悔しさを晴らしてもらいたいという思いで、武蔵野大学3年生の学生（城西高等学校のOB）が中心となって、「3年越しの甲子園大会」の開催のためのプロジェクトを立ち上げた。運営費用や宿泊費用などはクラウドファンディングや企業・団体から協賛金を募り、7000万円のうちの3000万円が協賛金で賄われた。
大会は、夏の甲子園の平年度の大会と同じく49チーム（北海道・東京都はそれぞれ南北・東西の2チーム）。福岡県と熊本県は複数校の合同チームで編成された。大会のアンバサダーには元阪神タイガース監督の矢野燿大が就任。また、スカパー!を通して全試合無料放送・配信がなされた。

## スポンサー
- 主催：あの夏を取り戻せ実行委員会
- 協賛[3]
  - スペシャルナビゲーター：オープンハウス
  - 特別協力企業：ANAホールディングス、朝日新聞社、スカパーJSATホールディングス、スポーツブル、au (携帯電話)（KDDI）
  - 協賛企業：ココカラファイン、マツモトキヨシ、日産自動車、海外野球振興協会、フルカウント、ほけんの窓口、REASTAGE、武蔵野大学、Kiss and Cry、SERVCORP、関電工、ルートインホテルズ、エスエスケイ、神戸ポートピアホテル、甲子園桃太郎、Peatix、manly&cool、パーソルホールディングス
  - そのほか支援企業・団体として、スポーツ庁、兵庫県、高砂市、姫路市、尼崎市、日本プロ野球選手会、日本プロ野球OBクラブなど、各種個人・企業・団体多数

## 試合会場・日程
- 2023年11月29日 - シートノック（各5分）、開会式・入場行進、交流試合2試合（以上阪神甲子園球場）、交流会・撮影会などパーティー（神戸ポートピアホテル）
- 11月30日・12月1日 - 交流試合全20試合（明石公園トーカロ球場、兵庫県立三木防災公園野球場、高砂市野球場、姫路ウィンク球場、尼崎市記念公園ベイコム野球場）